# Перевёрнутая G
⅁, ᵷ (перевёрнутая G) — буква расширенной латиницы, использовавшаяся в МФА и транскрипции языков Кавказа.

## Использование
В таблице МФА 1900 года была описана как символ для «черкасского фрикатива» (по-видимому, приблизительно соответствует современному [ɕ]). В таблице 1904 года уже не появлялась и упоминалась в примечаниях как предложенный символ. В 1921 году была вновь упомянута как предложенный символ и впоследствии не появлялась.
Использовалась в латинской транскрипции табасаранского языка, соответствовала ჹ в грузинской транскрипции. В романизации KNAB передаётся с помощью qq или q̌.
Перевёрнутая заглавная G использовалась в качестве типографской замены для буквы энг (ŋ).
В расширениях для МФА капительная форма буквы обозначает звонкий верхнефарингальный взрывной согласный.

## Кодировка
Строчная перевёрнутая G была закодирована в блоке Юникода «Фонетические расширения» (англ. Phonetic Extensions) в версии 4.1 (март 2005) под кодом U+1D77.
Капительная форма буквы была закодирована в блоке Юникода «Расширенная латиница — G» (англ. Latin Extended-G) в версии 14.0, вышедшей 14 сентября 2021 года, под кодом U+1DF02.